# Pachypappella aliquipila
Pachypappella aliquipila är en insektsart som beskrevs av Zhang, G.-x. 1997. Pachypappella aliquipila ingår i släktet Pachypappella och familjen långrörsbladlöss. Inga underarter finns listade i Catalogue of Life.